# 姜泽亭
姜泽亭（1929年7月—2017年1月29日），原名姜忠恩，男，山东乳山人，中华人民共和国政治人物，曾任四川省人民政府秘书长，四川省政协副主席。